# Габулов, Георгий Борисович
Гео́ргий Бори́сович Габу́лов (осет. Гӕбулты Борисы фырт Георгий; род. 4 сентября 1988, Моздок, Северо-Осетинская АССР) — российский футболист, полузащитник. Младший брат Владимира Габулова.

## Карьера

### Клубная
Дебютировал за «Локомотив» 20 сентября 2006 года в матче 1/16 Кубка России против «Анжи», выйдя на замену на 77-й минуте вместо Селсиньо. Дебютировал в чемпионате России 26 марта 2010 года в матче 3-го тура против «Амкара», выйдя на замену на 41-й минуте вместо Ивана Стоянова. Открыл счёт своим мячам в «Алании» 10 мая 2010 года в матче с московским «Спартаком». Габулов сделал дубль, внеся вклад в победу владикавказцев со счётом 5-2. Незадолго до этого стал капитаном команды.
В феврале 2012 года перешёл в махачкалинский «Анжи». В январе 2013 года, так и не сумев закрепиться в основном составе дагестанского клуба, вернулся в «Аланию».
19 февраля 2014 года, заключил полуторагодичный контракт с ФК «Ростов».
8 августа 2014 года перешёл в «Крылья Советов», заключив с ними контракт на два года. В дебютном матче с «Сибирью» открыл счёт голам за самарцев. По окончании сезона 2015/16 клуб решил не продлевать контракт с футболистом. 30 августа 2016 года подписал контракт до конца года с ФК «Оренбург».
28 июля 2017 года перешёл в ФК «СКА-Хабаровск».

### В сборной
В августе 2010 года впервые получил вызов в молодёжную сборную.

## Достижения
«Алания»
- Финалист Кубка России: 2010/11

«Ростов»
- Обладатель Кубка России: 2013/14